# Колисниченко, Николай Петрович
Колисниченко Николай Петрович (7 августа 1949, село Новая Маячка, Херсонская область) — украинский советский деятель, 2-й секретарь Крымского республиканского комитета КПУ, народный депутат Украины 1-го созыва.

## Биография
С сентября 1966 года по февраль 1967 года — ученик токаря, токарь Новокаховского электромашиностроительного завода, Херсонская область. С марта 1967 года по июль 1972 года — студент Мелитопольского института механизации сельского хозяйства. В 1972 году окончил Мелитопольский институт механизации сельского хозяйства по специальности «механизация сельского хозяйства», инженер-механик сельского хозяйства. Член КПСС.
С августа 1972 года по сентябрь 1975 года — механик консервного завода, заведующий отделением Симферопольской овоще-бахчевой опытной станции. С сентября 1975 года до сентября 1986 года — инструктор, заведующий организационным отделом, 2-й секретарь Симферопольского районного комитета Компартии Украины. В 1985 году окончил Высшую партийную школу при ЦК Компартии Украины (г. Киев), политолог.
С сентября 1986 года до октября 1990 года — 1-й секретарь Белогорского районного комитета Компартии Украины. С октября 1990 года до апреля 1991 года — председатель Белогорского районного Совета народных депутатов.
С апреля 1991 года до сентября 1991 года — 2-й секретарь Крымского областного комитета Компартии Украины.
С сентября 1991 года до декабря 1992 года — член Комиссии Верховной Рады Украины по вопросам возрождения и социального развития села. С февраля 1992 года до апреля 1997 года — председатель Правления страховой компании «Крым-Оранта». С апреля 1997 года до мая 1998 года — директор Белогорской районной типографии. С мая 1998 года до мая 2002 года — председатель Постоянной комиссии Верховной Рады Автономной Республики Крым по рациональному природопользованию и земельным вопросам. С мая 2002 года до сентября 2005 года — председатель Постоянной комиссии Верховной Рады Автономной Республики Крым по социальным вопросам и здравоохранению.
С сентября 2005 года — заместитель Председателя Совета министров Автономной Республики Крым. С сентября 2009 года до марта 2010 года — первый заместитель Председателя Совета министров Автономной Республики Крым. 
С марта до октября 2010 года — председатель Постоянной комиссии Верховной Рады Автономной Республики Крым по местному самоуправлению и административно-территориальным вопросам. 
С ноября 2010 года до 16 февраля 2011 года — председатель Комиссии Верховной Рады Автономной Республики Крым по вопросам социального развития села. 
С 21 декабря 2011 года по февраль 2014 года — председатель Временной комиссии Верховной Рады Автономной Республики Крым по вопросам социального развития села. 
С 28 февраля 2014 года — председатель Комиссии Верховной Рады Автономной Республики Крым по вопросам социального развития села со статусом постоянной комиссии Верховной Рады Автономной Республики Крым. Член Партии регионов.
Народный депутат Украины 1-го созыва 1990-1994 годов, депутат Верховной Рады Автономной Республики Крым созывов 1998-2002 годов, 2002-2006 годов, 2006-2010 годов. С 2010 года — депутат Верховной Рады Автономной Республики Крым шестого созыва.

## Семья
Женат, имеет двух дочерей.

## Награды и знаки отличия
- 1981 год — медаль «За трудовое отличие»
- 1999 год — почетное звание «Заслуженный работник агропромышленного комплекса Автономной Республики Крым»
- 2003 год — почетное звание «Заслуженный работник социальной сферы Украины»
- 2004 год — Почетная грамота Верховной Рады Украины
- 2006 год — благодарность Председателя Верховной Рады Автономной Республики Крым
- 2008 год — орден «За заслуги» III степени
- 2010 год — знак отличия Автономной Республики Крым «За верность долгу»
- 2014 год — медаль ордена «За заслуги перед Отечеством» II степени[1]
- 2015 год — Орден «За верность долгу» — за особые заслуги при выполнении служебного и гражданского долга, безупречное исполнение служебных обязанностей, мужество, самоотверженность и инициативу, проявленные в период организации и проведения общекрымского референдума[2]